# 2023 w informatyce
Kalendarium informatyczne 2023 roku
- luty – Microsoft uruchomił usługę Copilot(inne języki)[1].
- 15 marca – OpenAI wydał GPT-4[2].
- kwiecień – wobec wątpliwości co do przetwarzania danych osobowych przez ChatGPT, Włochy podjęły decyzję o zablokowaniu chatbota[3].
- 30 maja – Microsoft wydał Dev Home[4].
- 31 maja – 350 ekspertów podpisało się pod oświadczeniem, w którym ostrzegają, że rozwój sztucznej inteligencji może doprowadzić do zniszczenia ludzkości. Wśród sygnatariuszy znaleźli się m.in. dyrektor wykonawczy OpenAI Sam Altman, „ojciec chrzestny sztucznej inteligencji”  Geoffrey Hinten, menadżerowie spółek Anthropic, Google, DeepMind, Microsoft[5].
- 23 lipca – Elon Musk ogłosił, że Twitter zmieni nazwę na X[6].
- sierpień – IBM wprowadził na rynek taśmy magnetyczne o pojemności 50 TB[7].
- 13 października – Microsoft zakończył proces kupna Activision Blizzard[8].
- 4 grudnia – IBM zaprezentował procesor kwantowy Quantum Condor[9].
- 6 grudnia – Google zaprezentował Gemini, multimodalny model AI[10].